# Enargia fusca
Enargia fusca är en fjärilsart som beskrevs av Schultz 1899. Enargia fusca ingår i släktet Enargia och familjen nattflyn. Inga underarter finns listade i Catalogue of Life.